# Меркур Арена
Меркур Арена (раније УПЦ-Арена и Стадион Арнолда Шварценегера) у Грацу, Штајерска, Аустрија, је дом фудбалера Штурма и ГАК-а.

## Историја
Првобитно је стадион назван по бодибилдеру, глумцу и Гувернеру Калифорније, Арнолду Шварценегеру, који је рођен близу Граца. Грађен је од 1995. до 1997. и у власништву је Stadion Liebenau Betriebs GmbH. Стадион је отворио градски дерби између ФК ГАКа и ФК Штурма 9. јула 1997. (0:4). Децембра 2005, када Шварценегер није спречио егзекуцију Стенлија Вилијамса, почела је дискусија у граду шта да се уради са стадионом који нозив назив по њему. После неколико дана, Шварценегер је забранио граду Грацу да користи његово име. Ноћи 26. јула 2005, име стадиона је уклоњено. Део назива Стадион Грац-Лајбнау је уклоњен 17. фебруара 2006. Од 18. фебруара 2006. до 2016. године стадион је носио назив УПЦ-Арена.

## Чињенице
Меркур Арена има капацитет од 15.400 места, који су распоређени у 27 сектора. Гостујући навијачи су углавном у сектору 8, који има капацитет око 750 места. Када се више гостујућих навијача очекује, додељује се и сектор 9, а понекад и 10. За време Лиге шампиона утакмице Штурмасе играју са додатним платформама, тако да стадион има капацитет од 16.000. 
Прва утакмица на УПЦ-Арени која је одиграна је био 125. дерби између ФК Штурм и ФК ГАК (4:0).
Димензије терена су 105 x 68 метара.
Стадион је био домаћин Квалификација за СП између Аустрије и Фарских Острва 5. септембра 2009. који се завршио резултатом 3:1 у корист домаћина. 

## Просечна посета
Просечна посета на мечевима ФК Штурм и ФК ГАК.
| Сезона  | ГАК   | Штурм  |
| ------- | ----- | ------ |
| 1997/98 | 8.772 | 9.167  |
| 1998/99 | 7.040 | 10.972 |
| 1999/00 | 6.584 | 11.123 |
| 2000/01 | 5.631 | 10.831 |
| 2001/02 | 7.294 | 10.057 |
| 2002/03 | 6.919 | 7.374  |
| 2003/04 | 9.007 | 7.836  |
| 2004/05 | 8,396 | 6,739  |
| 2005/06 | 7.372 | 8.330  |
| 2006/07 | 5.807 | 9.546  |
| 2007/08 | 2.792 | 12.015 |
| 2008/09 | 2.590 | 12.830 |
| 2009/10 | 1.800 | 11.726 |
| 2010/11 | 2.548 | 11.875 |

## Спонзор
УПЦ Телекабал је спонзор стадиона и плаћа више од 150.000 евра на годишњем нивоу, према речима председника Томаса Хинца. Уговор је потписан на 10 година, а истекао је 2016.